# Epigomphus sulcatistyla
Epigomphus sulcatistyla es una libélula de la familia de las libélulas topo (Gomphidae). Esta es una especie endémica de México. Fue descrita por T. W. Donelly en el año 19891.

## Clasificación y descripción
Epigomphus es un género neotropical que contiene 28 especies que se distribuyen desde México hasta el noreste de Argentina2. En México está representado por siete especies con distribuciones muy restringidas, cinco de ellas endémicas del país: E. crepidus, Kennedy, 1936, E. donnellyi, González & Cook, 1988, E. Flinti Donnelly, 1989, E. paulsoni Belle, 1981 y E. sulcatistyla Donnelly, 1989; las dos restantes, E. clavatus Belle, 1980 y E. subobtusus Selys, 1878 se encuentran en Chiapas y también en Centroamérica.

## Distribución
Endémica de la región de Los Tuxtlas, en Veracruz, México3.

## Hábitat
No hay reportes sobre la biología de esta especie, sin embargo el género se caracteriza por habitar riachuelos abiertos en zonas forestadas2.

## Estado de conservación
Esta especie se considera en peligro de extinción por la IUCN3.